# Escola Profissional de Leiria
A Escola Profissional de Leiria foi criada no dia 4 de Outubro de 1989, data da celebração do contrato-programa que lhe conferiu existência legal, nos termos do disposto no Decreto-Lei nº 26/89, de 21 de Janeiro, com a alteração publicada no 3º suplemento da 1ª série do D.R. de 31 de Janeiro de 1989. Foram outorgantes, o Estado, representado pelo Gabinete de Educação Tecnológica Artística e Profissional, a Câmara Municipal de Leiria e a Associação Comercial de Leiria, hoje Associação Comercial e Industrial de Leiria. A 1 de Agosto de 1999, passou a designar-se Fundação Escola Profissional de Leiria. Porém, os seus objetivos mantêm-se: assegurar a consolidação do projeto da EPL, abrindo-o à participação de instituições e pessoas singulares, aprofundando a inserção da escola na região e reforçando os meios indispensáveis ao desenvolvimento das atividades de formação profissional inicial e contínua, atividades de inserção na vida ativa e outras a que se vem dedicando ou que, no futuro, seja útil realizar na prossecução dos fins da Fundação.

## Cursos
- Técnico de Cozinha/Pastelaria
- Técnico de Electrónica &Telecomunicações
- Técnico de Gestão de Equipamentos Informáticos
- Técnico de Restaurante/Bar
- Técnico de Manutenção Industrial/Mecatrónica

## Curiosidades
- Todos os anos é realizada uma cerimónia de entrega de Diplomas, nomeadamente junto dos alunos que concluíram os respetivos cursos.